# Diócesis de Slane
La diócesis o abadía nullius de Slane o de Shláine (en inglés: Diocese of Slane y en irlandés: Deoise na Shláine) fue una circunscripción eclesiástica de la Iglesia católica en Irlanda. Se trataba de una abadía nullius latina, sufragánea de la arquidiócesis de Armagh. Fue suprimida en probablemente en 1111.

## Territorio y organización
La abadía nullius extendía su jurisdicción sobre los fieles católicos de rito latino residentes en parte del condado de Meath, en la provincia de Leinster.
La sede de la abadía nullius se encontraba en la localidad de Slane. En el siglo XVI el monasterio en la cima de la colina se convirtió en un convento franciscano.

## Historia
La sede monástica de Slane fue fundada por san Erc o Eirc en 513. San Erc fue consagrado obispo por san Patricio. Se cree que Erc, hijo de Dago, fue un druida pagano y el único miembro del séquito del rey Laoghaire que rindió homenaje a san Patricio durante su enfrentamiento con los druidas en la colina de Slane en el año 433.
Hasta el siglo XII la Iglesia en Irlanda estaba dividida en distritos eclesiásticos que estaban bajo el control de los monasterios y los obispos no tenían jurisdicciones propias, sino sedes monásticas. Esto también explicaría cómo en el primer milenio Slane aparece entre las sedes menores asociadas a la sede de Clonard, que era la sede principal.
Algunas fuentes sitúan su supresión en 1152, que fue cuando tuvo lugar el Sínodo de Kells, sin embargo, Slane no figura entre las diócesis establecidas por el Sínodo de Ráth Breasail en 1111, por lo que fue una de las sedes monásticas que no sobrevivieron a la reorganización de la Iglesia irlandesa en el siglo XII y su territorio se debió haber incorporado a la diócesis de Clonard en ese sínodo.

## Episcopologio
- San Erc (o Eirc) † (513-20 de noviembre de 514 falleció)
- Onchu † (?-847 falleció)
- Sodamna † (?-854 falleció)
- Niallan † (?-867 falleció)
- Maol Breedi † (?-874 falleció)